# Dhaya
Dhaya es un municipio (baladiyah) de la provincia o valiato de Sidi Bel Abbes en Argelia. En abril de 2008 tenía una población censada de 5163 habitantes.
Se encuentra ubicado al noroeste del país, sobre la cordillera del Atlas, cerca de la costa del mar Mediterráneo y de la frontera con Marruecos, y al oeste de la capital del país, Argel.